# تميم الحزامي
تميم الحزامي ويعرف أيضا باسم تميم بن عبد الله (حمام الأنف، 1 جانفي 1949)، أحد أبرز اللاعبين في تاريخ الترجي الرياضي التونسي وأحد نجوم المنتخب التونسي في مونديال 1978.

## بداياته
بدأ مشواره الرياضي مع فريق شبان النادي الرياضي لحمام الأنف قبل أن يلتحق بفريق الأكابر عام 1967. إنضم عام 1970 إلى الترجي ليصبح أحد أعمدة الفريق في الهجوم وفاز معه ببطولتان (1975 و1976) وكأس تونس (1980). إنبهر به عام 1979 مدرب مرسيليا أثناء مقابلة ودية للترجي ضد أولمبيك مرسيليا فاز فيها أبناء باب سويقة ب 4-1، فامضى معه عقد ب150,000$. بقي في فرنسا مدة عامين لينضم بعدها إلى الاتحاد السعودي. وفي عام 1982 عاد إلى فريقه الأم في حمام الأنف ليعتزل الملاعب عام 1984.

## كأس العالم 1978
ساهم تميم في تأهل المنتخب التونسي إلى مونديال 1978 وبرز بصفة خاصة في مباراة التصفيات الأخيرة ضد مصر (4-1). تولى تميم شارة القيادة أثناء النهائيات في الأرجنتين، التي تألق يها الفريق وكان على قاب قوسين أو أدنى من الترشح إلى الدور الثاني إلا أنه أنهى مبارياته في المرتبة الثالثة بعد تعادل في المباراة الأخيرة مع ألمانيا الغربية بطلة العالم آنذاك. وقد أصبح تميم مع طارق ذياب وحمادي العقربي ومحمد علي عقيد أحد رموز تلك المرحلة التي شبهتها الصحافة التونسية والعربية بالملحمة.

## روابط خارجية
- تميم الحزامي على موقع الاتحاد الدولي (مؤرشف)  (الإنجليزية)
- تميم الحزامي على موقع ناشيونال فوتبول تيمز (الإنجليزية)
- تميم الحزامي على موقع عالم كرة القدم.نت (الإنجليزية)